# Adam Krijanovski
Adam Krijanovski (în rusă Адам Крыжановский) a fost un primar al Chișinăului în perioada anilor 1867–1869. În 1836 în calitate de registrator gubernatorial a ocupat funcții de secretar al judecătoriei de zemstvă din Elisavetgrad, ulterior (1837) în Bobrîneț.